# Plasma
För andra betydelser, se Plasma (olika betydelser).
Plasma är inom fysik ett aggregationstillstånd av materia.  Om en gas värms tillräckligt mycket separeras elektronerna från atomkärnorna, och ett plasma bildas. Ett plasma kan sägas vara en gas av laddade partiklar, joner och elektroner. När ett ämne har hettats upp till plasma skiljs atomernas beståndsdelar åt, det vill säga: elektronerna rör sig fritt från kärnan.
Plasma är det vanligaste tillståndet hos den synliga materian i universum. På jorden förekommer plasman naturligt i blixtar, samt i tekniska apparater som lysrör och plasmaskärmar. Plasmafysik är vetenskapen om plasma.
Plasma identifierades först i ett Crookes-rör, där det beskrevs av William Crookes år 1879. Han kallade det för "lysande materia". Egenskaperna hos materian i Crookes-röret "katodstråleröret" identifierades senare av den brittiske fysikern Sir J.J. Thomson år 1897. Benämningen "plasma" infördes av Irving Langmuir år 1928, kanske för att det påminde honom om blodplasma. Langmuir skrev:
"Except near the electrodes, where there are sheaths containing very few electrons, the ionized gas contains ions and electrons in about equal numbers so that the resultant space charge is very small. We shall use the name plasma to describe this region containing balanced charges of ions and electrons."
Förutom nära elektroderna, där det finns höljen som innehåller väldigt få elektroner, så innehåller den joniserade gasen samma antal joner och elektroner så att den resulterande laddningen inom gasen är väldigt liten. Vi kommer att använda ordet plasma för att beskriva det här området med lika stora laddningar av joner och elektroner.

## Egenskaper

### Påverkan av elektricitet och magnetism

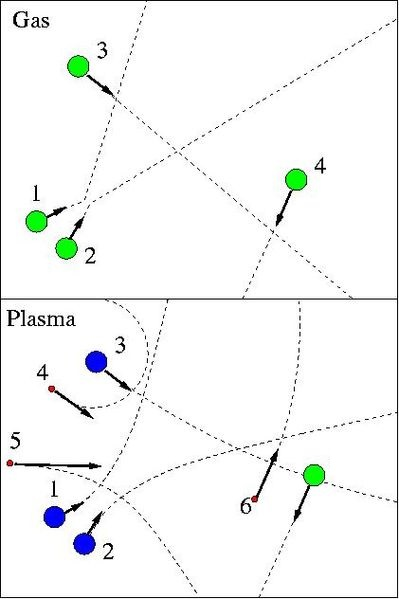
Principskiss för hur partiklar rör sig i gaser (överst) och plasman (nederst). I en gas av neutrala atomer eller molekyler (gröna) ändrar partiklarna kurs bara när de kolliderar, vilket 1 och 2 är på väg att göra. I plasmat påverkar de laddade partiklarna varandra med krafter enligt Coulombs lag, vilket gör att de accelereras. Detta medför till exempel att positivt laddade joner viker undan från varandra. De negativt laddade elektronerna (röda) är mycket lättare än jonerna och accelereras därför mer av jonerna än vice versa, enligt Newtons rörelselagar. I bilden kan man till exempel se en elektron (4) och en positiv jon (3) som attraherar varandra. Elektronens (4) rörelseriktning ändras mer än jonens (3), eftersom elektronen har mindre massa än jonen. För de neutrala atomer som kan finnas (nr 4, grön) gäller samma som i gasen: de påverkas inte av de andras elektriska laddningar, utan färdas längs räta linjer mellan kollisionerna.

En vanlig gas består av elektriskt neutrala partiklar (atomer och molekyler), men plasmat består alltså av elektroner och joner med elektrisk laddning. Plasman påverkas därför av elektriska och magnetiska fält mycket starkare än vanliga gaser. Likaså kan plasmat leda elektriska strömmar, och därmed ge upphov till elektriska och magnetiska fält. Eftersom de är elektriskt laddade så påverkar partiklarna i ett plasma varandra hela tiden, till skillnad från partiklarna i en vanlig gas, som bara märker av varandra när de kolliderar (se skiss härintill).

### Kvasineutralitet
Trots att plasmat består av laddade partiklar är en volym plasma normalt nästan helt elektrisk neutral, eftersom den innehåller nästan exakt lika många positivt laddade partiklar som negativt laddade partiklar (där laddningens multiplicitet också beaktats). Detta kallas kvasineutralitet. Går man ned på mycket små volymer, så att bara några få partiklar finns med i volymen, är det förstås inte så säkert att man hittar lika många positiva som negativa laddningar, på grund av rena slumpeffekter.

### Plasma är ett tillstånd, inte ett ämne
Plasma är således inget specifikt ämne, utan markerar bara ett ämnes tillstånd. Det finns många typer av plasma: jordens översta atmosfärlager, jonosfären, kan på olika höjder beskrivas som ett kväveoxidplasma, ett syreplasma, och så vidare.
Plasman som huvudsakligen består av elektroner och positiva joner betecknas elektropositiva, medan ett elektronegativt plasma huvudsakligen består av positiva och negativa joner med bara en mindre andel fria elektroner.

### Plasman i luftomgivning
Actionspelens plasmagevär kan illustrera ytterligare en egenskap hos plasman. Om man nu skulle lyckas skjuta ett ämne i plasmaform i mycket hög hastighet så skulle det svalna av i den omgivande luften efter ett fåtal meter och ämnet skulle övergå i gasform (dessutom så är luftmotståndet på ickesolid materia extremt högt, vilket ytterligare försvårar långdistansskott med ett tänkt plasmagevär). Plasman i luftomgivning är alltså kortlivade, till exempel blixtar.

## Förekomst

### Rymdplasma

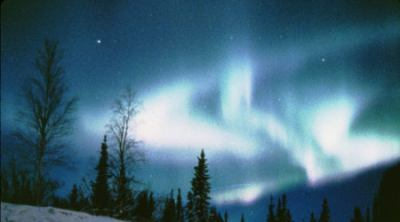
Norrskenet är ett av få synliga plasmafenomen i jordens jonosfär.

Större delen av den materia vi kan se i universum är i plasmatillstånd. Planeterna och andra fasta kroppar som asteroider och meteoroider utgör undantag, men redan ungefär 80-100 km upp i jordens atmosfär börjar jonosfären, där luften joniseras till plasma framför allt på grund av solens UV-strålning. Rymden i solsystemet är fylld av solvinden, ett plasma som ständigt strömmar ut från solen. Solen själv är huvudsakligen i plasmatillstånd. Rymden mellan stjärnorna är inte heller den helt tom. Det så kallade interstellära mediet är i huvudsak i plasmatillstånd, även om där också förekommer stora molekylära moln av neutralgas. Ämnet rymdfysik är specialinriktat på studiet av rymdplasma, framför allt inom vårt solsystem.

### Blixtar
När en elektrisk urladdning sker mellan marken och moln hoppar elektroner från marken till molnen med mycket hög hastighet (en blixt) och då skapas sådana energier att luften omvandlas till plasma. Denna luft kyls emellertid ner ungefär samtidigt som urladdningen slutar vilket gör att luften omedelbart återgår till gasform med knappt märkbart högre temperatur än tidigare, eftersom värmeenergin fördelar sig i luften snabbt.
Många forskare inom meteorologi anser också att klotblixtar, även kända som kulblixtar, består till viss del av plasma.

### Eld
I en eldslåga är temperaturen inte tillräckligt hög för att atomerna ska joniseras till ett plasma. En eldslåga kan i vissa omständigheter bete sig som ett plasma, till exempel om lågan utsätts för starka elektromagnetiska fält som exempelvis i en mikrovågsugn. Gör inte detta själv på grund av risken att skada ugnen, råka ut för brand eller ohälsosamma gaser. Se istället på Youtube.

### Fusionsplasma
Fusionsforskningen syftar till att göra fusionsenergi till en praktiskt användbar energikälla. Fusion kan bara fås vid så höga temperaturer att materien är i plasmatillstånd, så fusionsreaktorer innehåller plasma. En stor del av problemen med att bygga en fungerande fusionsreaktor har att göra med hur man ska lyckas hålla plasmat tillräckligt stabilt för att fusion ska hinna ske så pass länge att man får ut någon energi ur reaktorn.

### Partikelacceleratorer
Genom att skicka en stråle av partiklar genom ett plasma kan man bilda ett "kölvatten" bakom strålen, i vilket elektromagnetiska vågor bildas på liknande sätt som ytvågor bildas i kölvattnet bakom en båt. Dessa vågor kan sedan accelerera en liten andel av partiklarna till höga farter, liksom surfare kan få fart av vattenvågor Hittills har man bland annat lyckats med att på en sträcka av endast 85 cm accelerera elektroner från en energi på 42 GeV till 85 GeV, vilket i en konventionell partikelaccelerator skulle krävt en anläggning på ett par kilometers storlek. Förhoppningen är att mindre och billigare partikelacceleratorer på detta sätt ska kunna göras tillgängliga inte bara för experiment inom partikelfysik utan också för exempelvis strålbehandling av cancer, men tekniken är ännu i sin linda.

### Industriplasman

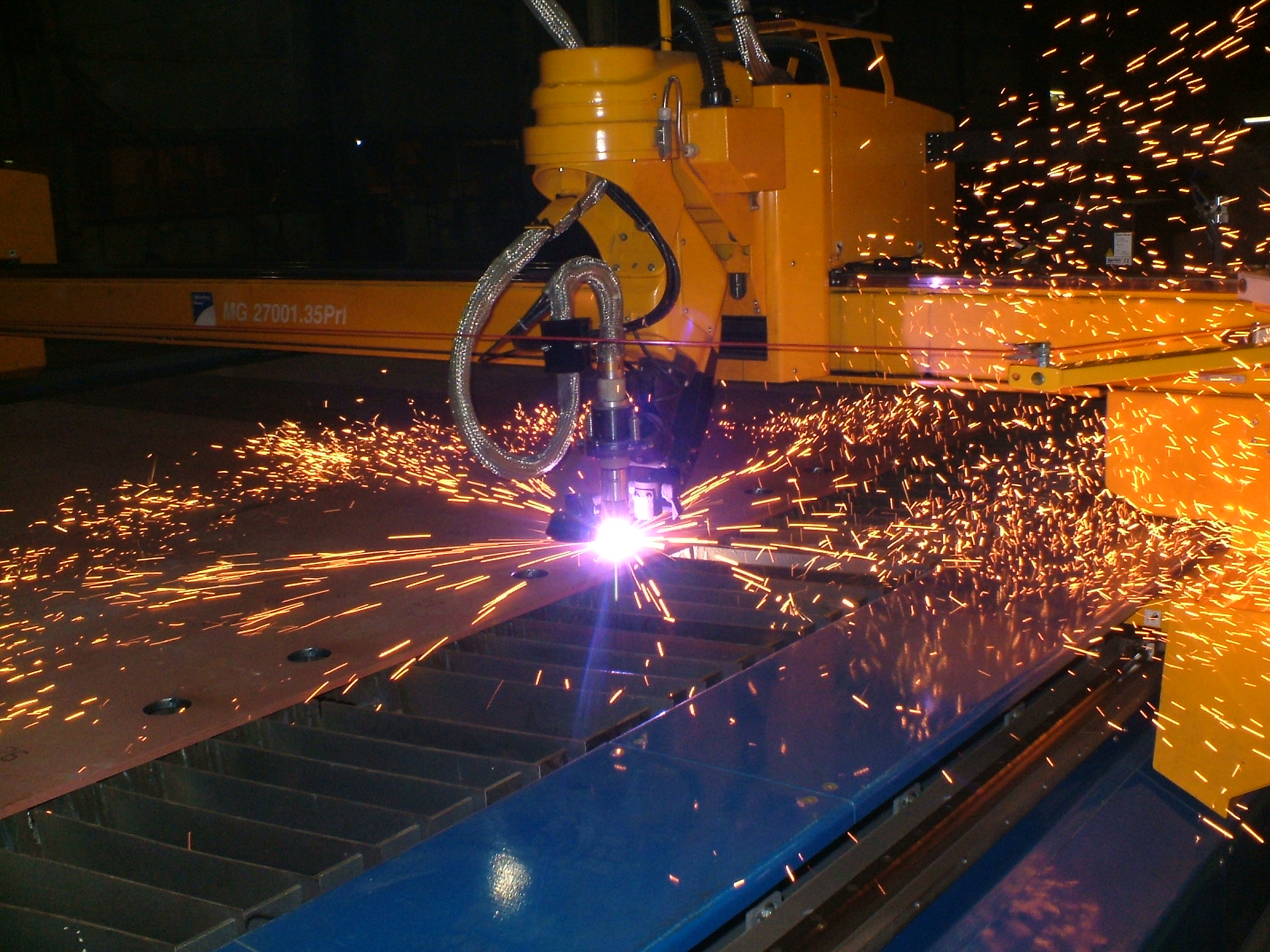
Precisionskärning med plasma i en industrirobot.

Plasmabaserad teknik används numera inom flera industrigrenar, exempelvis för ytbehandling och polymerisering. Plasma har fått en betydande roll inom området för ytbehandling då plasma kan användas för att bland annat ändra ytans adhesion och hårdhet men kan också användas för etsning, rengöring, fräsning och beläggning. 

### Vardagliga apparater

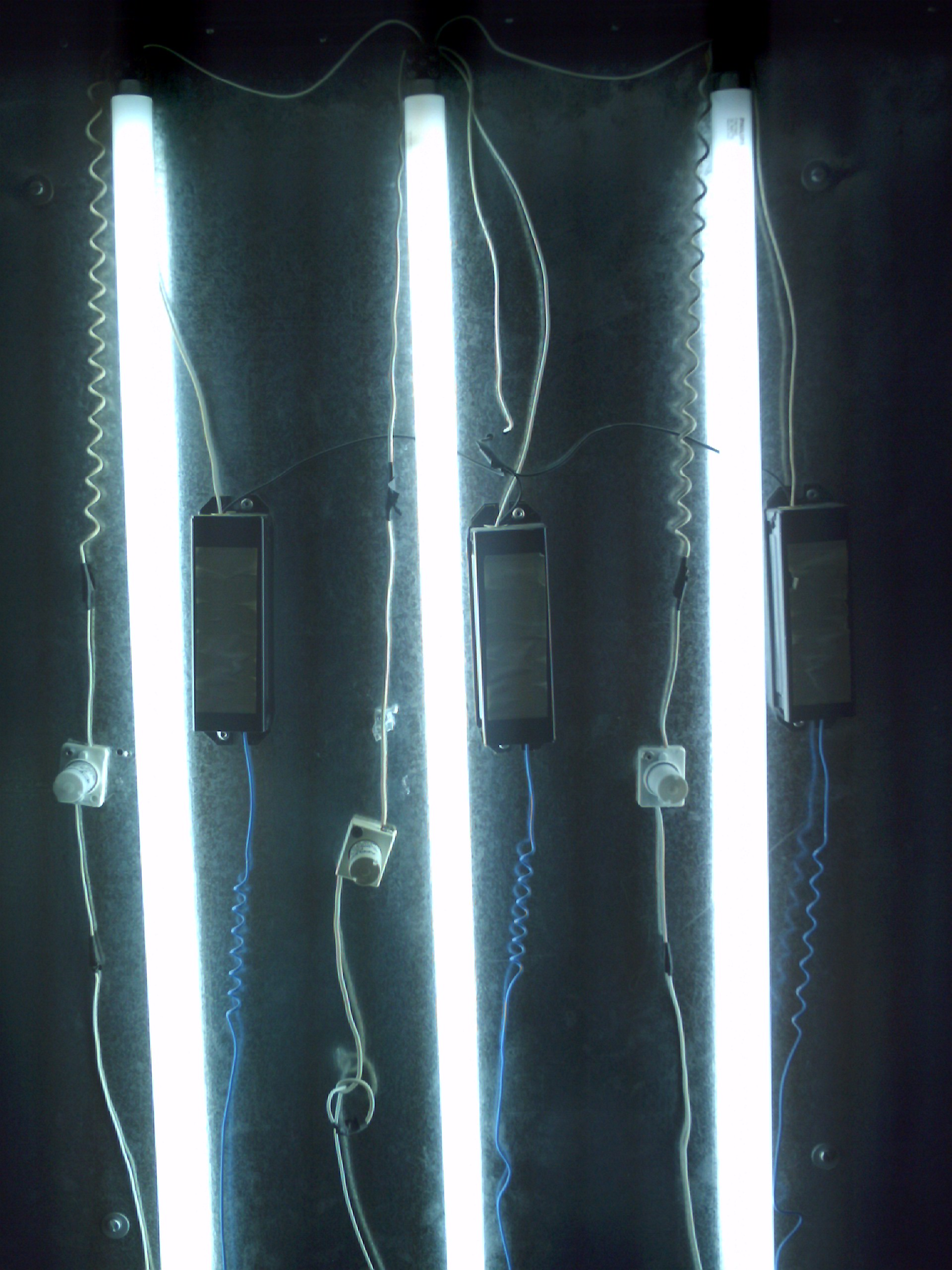
När lysrör tänds joniseras gasen i dem till plasma.

Plasman finns även i vardagliga tekniska apparater som lysrör, lågenergilampor, plasmalampor och plasmaskärmar.